# Guéoul
Guéoul est une localité du nord-ouest du Sénégal, située entre Kébémer et Louga.
Jadis communauté rurale, Guéoul a été érigé en Commune depuis 2008.

## Histoire
La section de la ligne de chemin de fer Dakar-Saint-Louis entre Louga et Guéoul (20 km) a été ouverte à l'exploitation le 1er janvier 1885, suivie du tronçon entre Guéoul et Kébémer (17 km) au mois de mars de la même année.
Le village a été érigé en commune en juillet 2008.

## Administration
Autrefois Guéoul faisait partie du cercle du Cayor.
Aujourd'hui la commune de Guéoul se trouve dans le département de Kébémer (région de Louga). Deux localités portent ce nom, Guéoul Escale (le plus peuplé) et Guéoul Village.

## Géographie
Les localités les plus proches sont Sival, Dara Khara, Korane Ndiaye, Loyene, Ngueoul, Ndangour et Ngaye Diovar.

### Population
En 2009 la population de la commune de Guéoul est de 6 206 habitant selon le rapport de l'ANSD
Selon le PEPAM (Programme d'eau potable et d'assainissement du Millénaire), la commune de Guéoul compte 10 918 habitants et 1 050 ménages.
La population de Guéoul Escale atteint 4 574 habitants pour 440 ménages, celle de Guéoul Village est de 150 personnes pour 14 ménages.

### Activités économiques
Située sur l'ancienne ligne de chemin de fer (aujourd'hui le chemin n'est plus utilisé ni pour le transport de marchandise; il n'y a plus de train entre Dakar et St Louis. Une bonne partie de rails reste ensevelie par le sable), mais aussi sur la route nationale N2, la localité est un lieu de passage.